# SM U-58
SM U-58 – niemiecki okręt podwodny typu U-57 zbudowany w AG Weser w Bremie w latach 1914-1916. Wodowany 31 maja 1916 roku, wszedł do służby w cesarskiej marynarce wojennej 9 sierpnia 1916 roku. Służbę rozpoczął w II Flotylli, a jego dowódcą został kapitan Kurt Wippern. U-58 w czasie ośmiu patroli zatopił 21 statków o łącznej pojemności 30 906 BRT. 16 października 1916 roku okręt został przydzielony do II Flotylli. 
W czasie ostatniego patrolu na Północnym Oceanie Atlantyckim w listopadzie 1917 roku U-58 zatopił niewielki żaglowiec brytyjski „Dolly Warde” o pojemności 202 BRT. 17 listopada, w czasie kolejnego ataku na konwój U-58 został zauważony przez amerykański niszczyciel USS „Fanning” eskortujący konwój. W czasie natychmiastowej akcji, do której przyłączył się kolejny amerykański niszczyciel USS „Nicholson” na zanurzający się okręt niemiecki zostały rzucone bomby głębinowe. W wyniku eksplozji zbiorniki balastowe oraz generator U-58 zostały uszkodzone i ówczesny kapitan Gustav Amberger nakazał wynurzenie okrętu. Dwóch członków załogi zginęło, a pozostali wraz z dowódcą dostali się do amerykańskiej niewoli.